# Elias Harris
Pour les articles homonymes, voir Harris.
Elias John M. Harris, né le 6 juillet 1989 à Spire en Allemagne, est un joueur allemand de basket-ball, évoluant au poste d'ailier.

## Carrière
Après une carrière de quatre ans dans l'équipe universitaire des Bulldogs de Gonzaga, Harris se présente à la Draft 2013 de la NBA. Il n'est choisi par aucune équipe.
Il commence toutefois la saison 2013-2014 avec les Lakers de Los Angeles mais est ensuite envoyé en NBDL où il joue pour les D-Fenders de Los Angeles. En novembre 2013, après deux matchs disputés pour les lakers, pour un total de 11 minutes et aucun point inscrit, il est libéré par la franchise californienne. 
En décembre de la même année, il rejoint le champion d'Allemagne, le Brose Baskets.
Son contrat n'étant pas prolongé, il quitte le club allemand à l'issue de la saison 2019-2020. Il y dispute 7 saisons et remporte 3 titres de champion ainsi que 2 coupes d'Allemagne.
Après un passage en Espagne (au Basket Saragosse 2002) et au Japon (au San-en NeoPhoenix (en)), Harris revient en Allemagne, à l'été 2022, au Bayern Munich pour deux saisons.

## Palmarès
- Champion d'Allemagne en 2015, 2016 et 2017 avec le Brose Baskets.
- Vainqueur de la Coupe d'Allemagne en 2017 et en 2019 avec le Brose Baskets.